# Rakuska Czuba

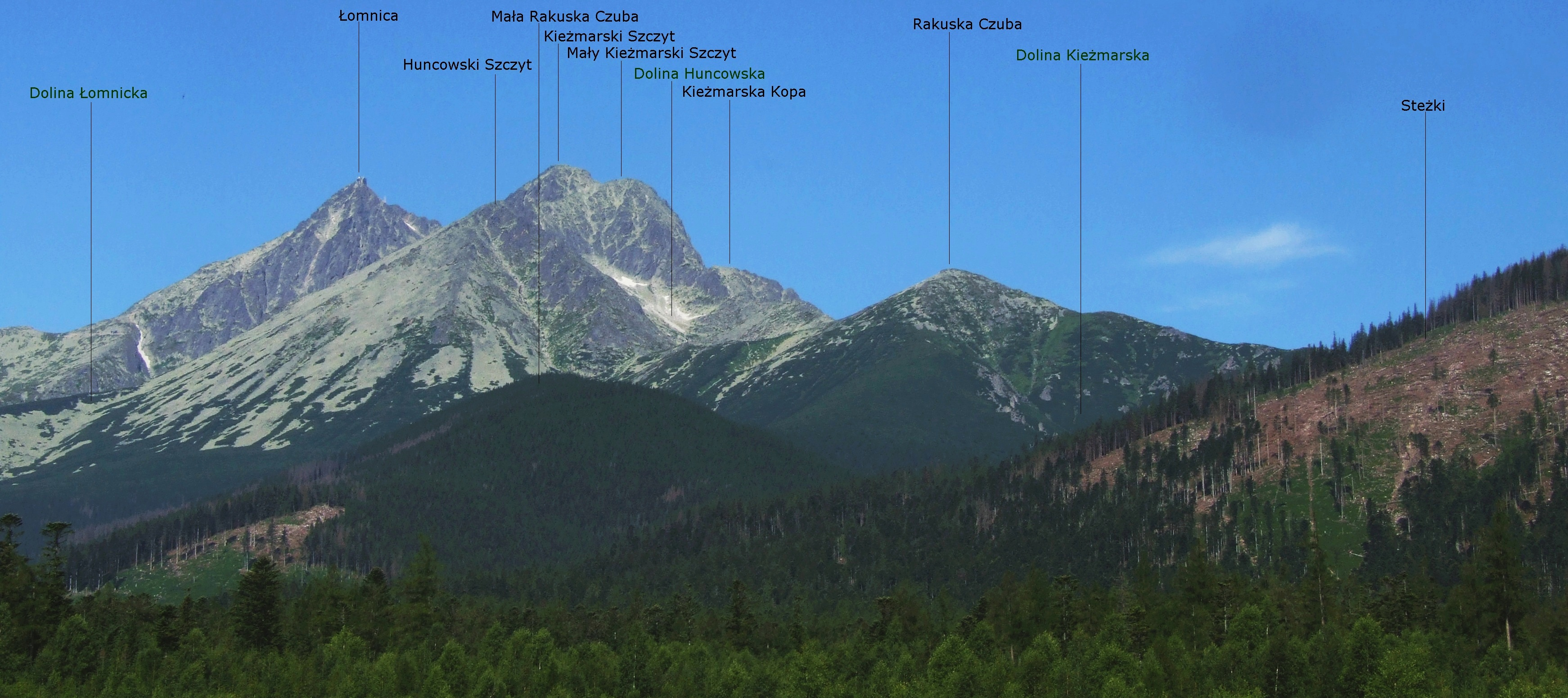
Rakuska Czuba na tle szczytów grupy Łomnicy

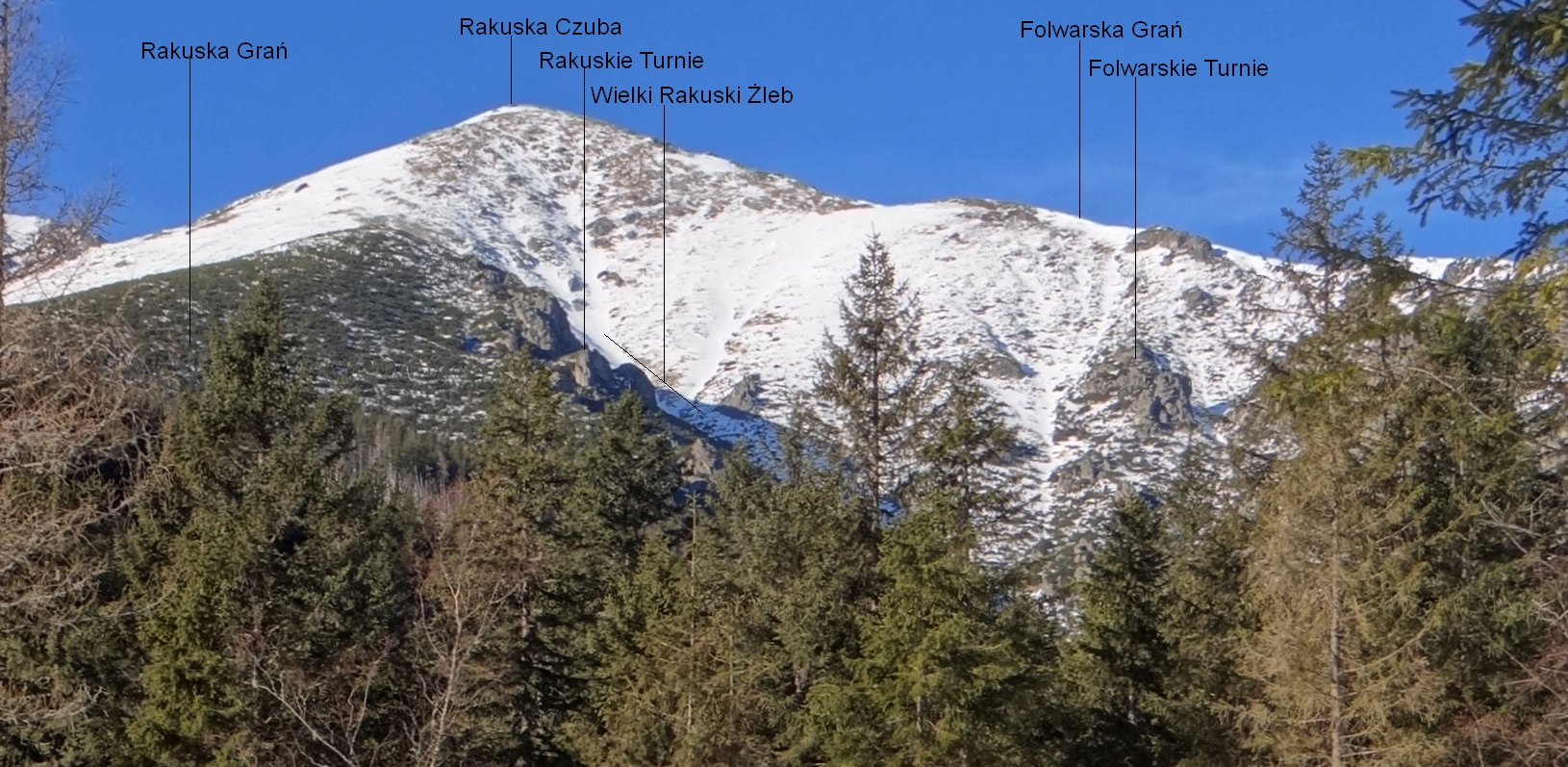
Widok z Doliny Kieżmarskiej

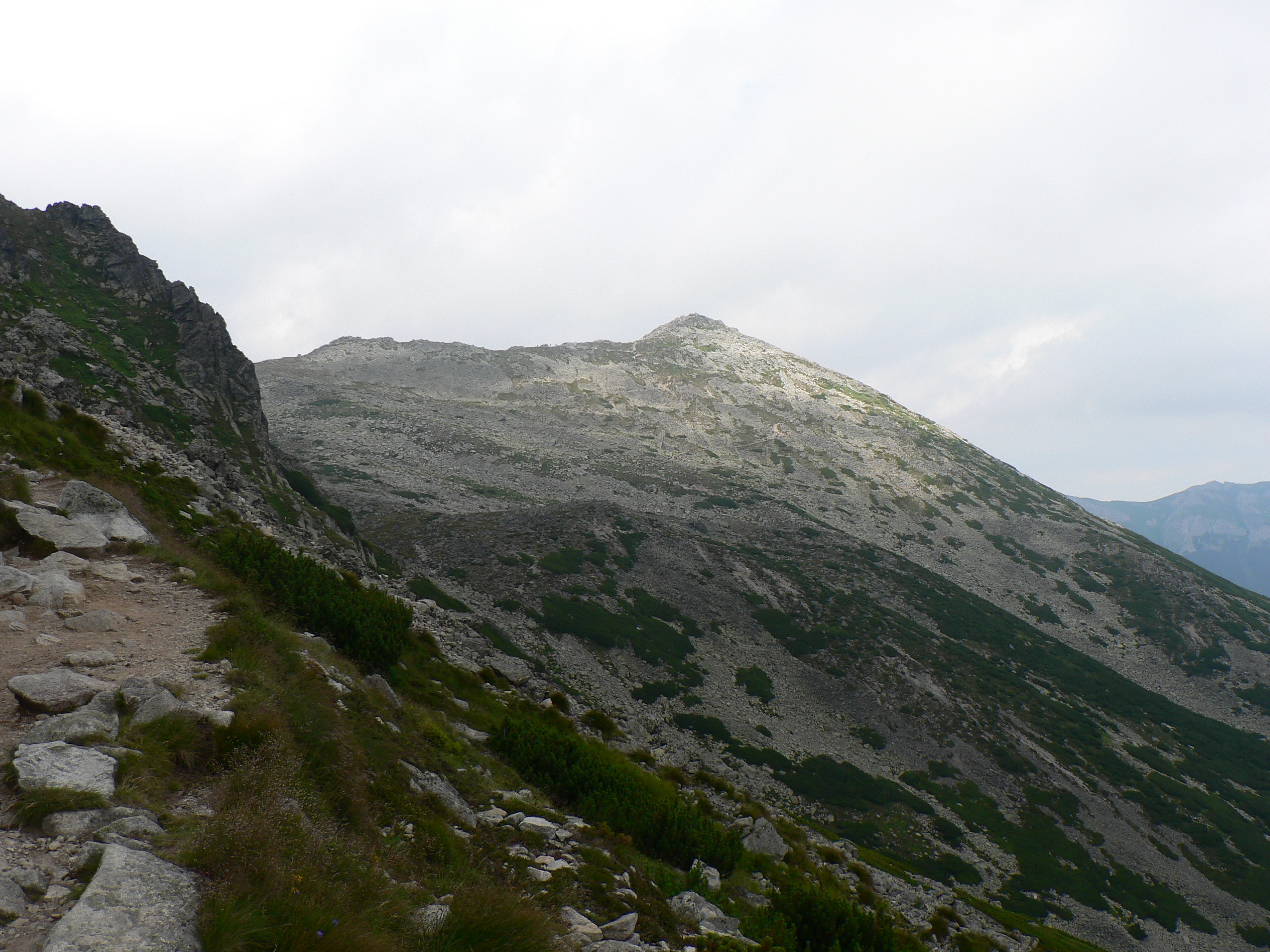
Rakuski Przechód i Rakuska Czuba od strony Świstówki Huncowskiej

Rakuska Czuba (słow. Veľká Svišťovka, niem. Ratzenberg, Großer Ratzenberg, węg. Nagy-Morgás) – najwyższy szczyt w Rakuskiej Grani – końcowym fragmencie długiej południowo-wschodniej grani Wyżniego Baraniego Zwornika, oddzielającym środkowe części Świstówki Huncowskiej (Huncovská kotlinka) od Doliny Zielonej Kieżmarskiej (dolina Zeleného plesa) w Tatrach Wysokich. Ma wysokość 2038 lub 2037 m. Rakuska Grań zaczyna się na Rakuskiej Przełęczy (Nižné sedlo pod Svišťovkou, 1995 m), która oddziela od masywu Małego Kieżmarskiego Szczytu (Malý Kežmarský štít) Rakuską Kopę (Svišťov hrb). Pomiędzy tym ostatnim wzniesieniem a Rakuską Czubą znajduje się przełęcz – Rakuski Przechód (Sedlo pod Svišťovkou, 2023 m), przez którą przebiega szlak Magistrali Tatrzańskiej.

## Topografia
Od Rakuskiej Czuby w kierunku południowo-wschodnim opada długi grzbiet Rakuskiej Grani. Wyróżnia się w nim niezbyt wysokie, lesiste wzniesienie Małej Rakuskiej Czubki (Malá Svišťovka, 1558 m), od Rakuskiej Czuby oddzielone Niżnią Rakuską Przełęczą. W kierunku północno-wschodnim odchodzi boczny grzbiet Folwarskiej Grani, schodzący w kierunku Doliny Kieżmarskiej. Pomiędzy Rakuską Granią a Folwarską Granią rozciąga się w górnych partiach Rakuski Upłaz, z którego opada do Doliny Kieżmarskiej Wielki Żleb Rakuski. Równolegle do niego, dalej na południowy wschód, znajduje się Mały Żleb Rakuski, odgraniczony od Wielkiego Żlebu Rakuskiego wybitną grzędą i mający wylot w rejonie Rakuskiej Polany. W grzbietach ograniczających Wielki Żleb Rakuski tkwią dwie grupy skał: Rakuskie Turnie i Folwarskie Turnie. Na wschód od tych ostatnich z Folwarskiej Grani opadają dwa żleby objęte wspólną nazwą: Dwojak Folwarski. Z kolei w północnych stokach Folwarskiej Grani wyróżnia się Folwarski Upłaz. Na północ od początkowych fragmentów Rakuskiej Grani opadają natomiast dwa żleby: Zadni Lendacki Żleb spod Rakuskiej Przełęczy i Skrajny Lendacki Żleb spod Rakuskiego Przechodu. Magistrala Tatrzańska prowadzi z Doliny Zielonej Kieżmarskiej początkowo Skrajnym Lendackim Żlebem, potem Lendacką Uboczą – grzędą rozdzielającej te dwa żleby.

## Historia i turystyka
Stoki Rakuskiej Grani to dawne tereny pasterskie. Okoliczne szczyty były odwiedzane już w XVII wieku, a może nawet wcześniej. Zimą przez Rakuską Czubę wchodzili na Kieżmarski Szczyt Günter Oskar Dyhrenfurth i Alfred Martin 8 marca 1906 r. W Skrajnym Lendackim Żlebie wydobywano w XVIII w. rudy (prawdopodobnie chalkopiryt i syderyt), zachowała się w nim sztolnia Kieżmarska Bania o 10 m głębokości, poprowadzona w rudonośnej warstwie o grubości ok. 1 m. Prace górnicze prowadziła tutaj spółka Arme Gewerkschaft (w tłumaczeniu na język polski – Ubogie Gwarectwo). Sztolnię tę i dwie inne w pobliżu badał w 1932 r. Stanisław Sokołowski, wspominał też o nich Ludwik Zejszner w 1950 r.
Nazwa Rakuskiej Grani i znajdujących się w niej szczytów pochodzi od spiskiej wsi Rakusy (Rakúsy). Nazwa Folwarskiej Grani związana jest ze spiską wsią Folwarki (od 1948 r. Stráne pod Tatrami). Słowacka nazwa Rakuskiej Czuby jest kalką nazwy niemieckiej lub pochodzi od Świstówki Huncowskiej. W gwarze spiskoniemieckiej słowo Ratze oznacza nie szczura (niem. Ratte), ale świstaka. Nazwa Ratzenberg pojawiła się w początku XVIII wieku. Polską nazwę utworzono zapewne od określenia czuba grani Rakuskiej, jakim opisał szczyt w 1878 r. Jan Gwalbert Pawlikowski. Zofia Hołub-Pacewiczowa zwracała uwagę, że obszar pasterski Rakus nie obejmował nigdy Rakuskiej Grani. W dawnej literaturze polskiej występowała też błędna nazwa Szczurza Góra.
Szczyt Rakuskiej Czuby jest odwiedzany niemal wyłącznie przez turystów zbaczających na nią z Magistrali Tatrzańskiej. Rozlegają się z niego szerokie widoki na otoczenie Doliny Kieżmarskiej i Świstówki Huncowskiej.

## Szlaki turystyczne
– znakowana czerwono Magistrala Tatrzańska nie prowadzi na sam szczyt, ale przebiega z Doliny Łomnickiej i przez Świstówkę Huncowską i Rakuski Przechód do Doliny Zielonej Kieżmarskiej.
- Czas przejścia znad Łomnickiego Stawu na przełęcz: 1:20 h, z powrotem tyle samo
- Czas przejścia z przełęczy do schroniska nad Zielonym Stawem: 45 min, ↑ 1:35 min